# Giovanni Antonio Pandolfi Mealli

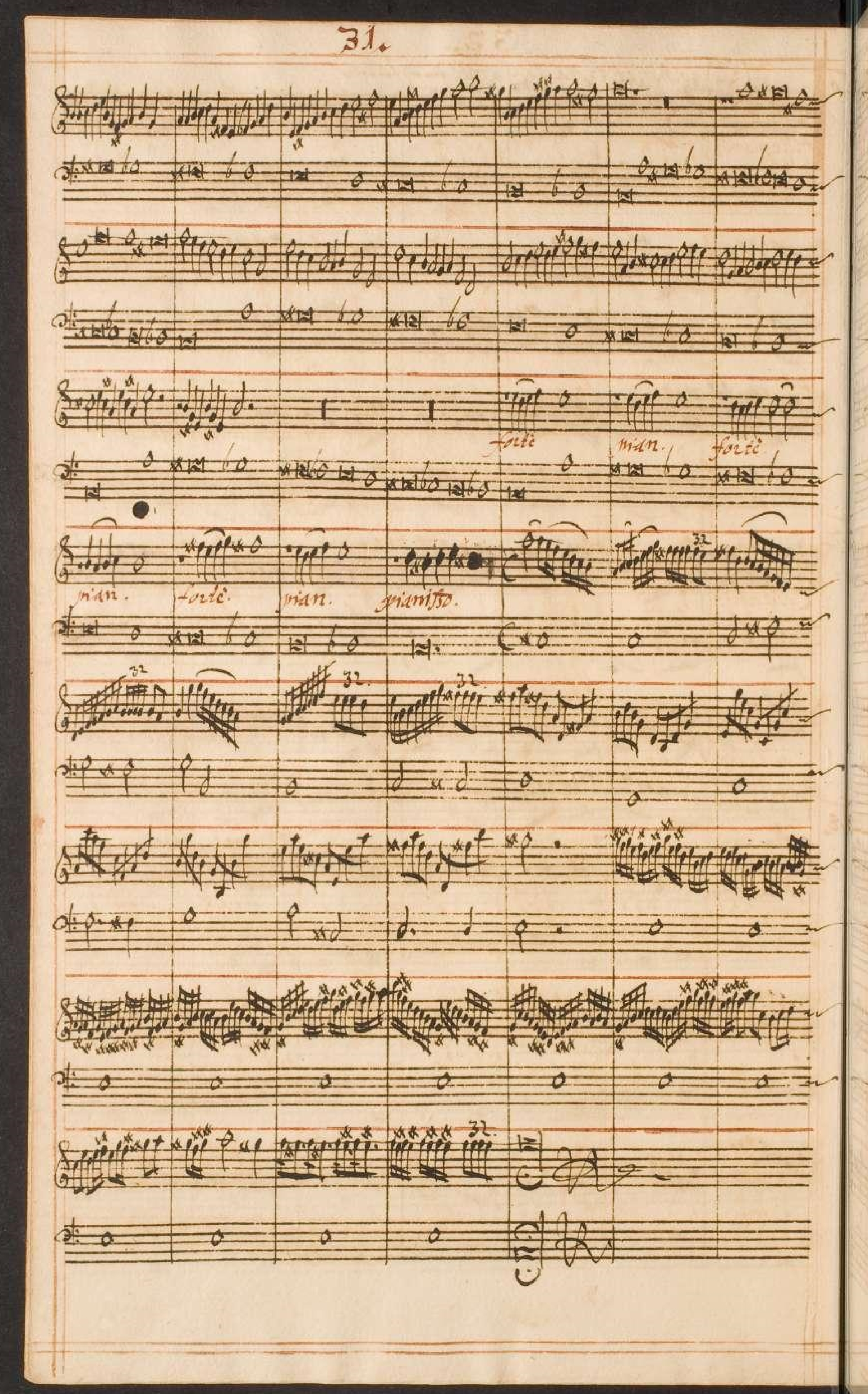
Ausschnitt der Sonate La Cesta, 2. Sonate in op. 3

Giovanni Antonio Pandolfi Mealli (* 22. Dezember 1624 in Montepulciano; † um 1687 möglicherweise in Madrid) war ein italienischer Komponist und Violinist. Nach einem Aufenthalt in Venedig war er in Innsbruck und Messina tätig. Veröffentlicht wurden seine Werke in Innsbruck und Rom. Über Frankreich führte ihn sein Weg nach Madrid.
Pandolfi Meallis Musik für Violine ist für seine Zeit außergewöhnlich virtuos, die Gliederung in einzelne Sätze modern. Als vorbildlich kann die italienische Vokalmusik mit Rezitativen und Arien in lockerer Folge angesehen werden. Gerne werden Effekte eingesetzt wie Trillerketten, chromatische Umspielungen und Glissandi.

## Leben
Pandolfi Mealli wurde geboren als Domenico Pandolfi, zweites Kind von Giovanni Battista Pandolfi und Verginia Bartalini, Witwe des Mario Mealli. Nach dem Tod des Vaters 1629 zog die Familie nach Venedig zu einem Halbbruder des späteren Komponisten aus der ersten Ehe der Mutter, den an San Marco tätigen Kastraten Giovan Battista Mealli. Damals war unter anderem Claudio Monteverdi in Venedig tätig.

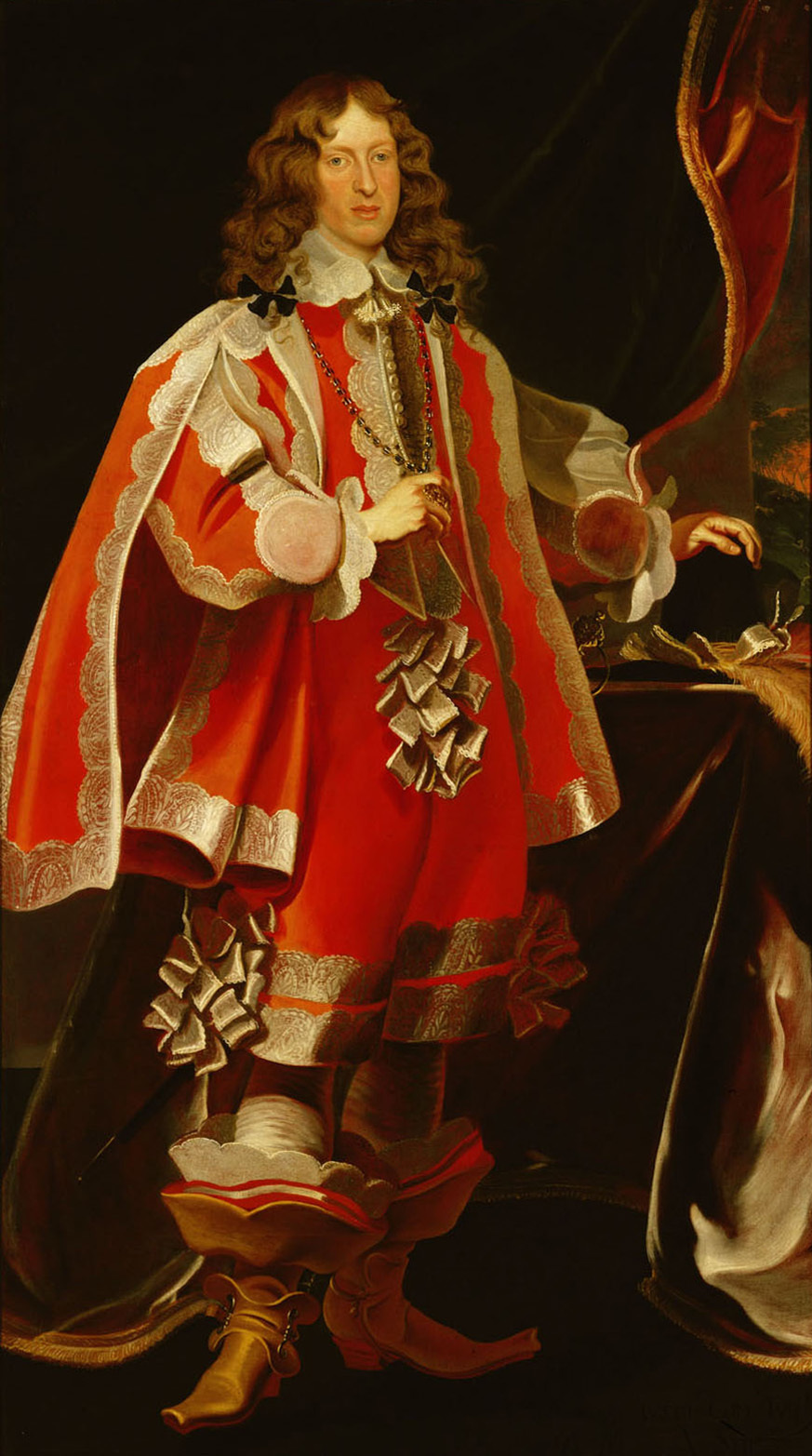
Frans Luycx: Erzherzog Ferdinand Karl von Österreich-Tirol (1648)

Nach mehreren Jahren, über die keine Informationen vorliegen, taucht Pandolfi 1660 unter dem Namen Giovanni Antonio Pandolfi Mealli in Innsbruck auf. Warum er den Namen seines Halbbruders dem Geburtsnamen hinzufügte, ist unbekannt, es hängt vielleicht mit Erbschaftsfragen zusammen oder damit, dass er einen geistlichen Rang oder ein geistliches Amt erhielt. Dass der Komponist seinen Namen lokalen Bedingungen anpasste, wird aus der größeren Zahl an Varianten ersichtlich: Dokumente aus Innsbruck nennen Johann Antonio Mealli, Giovanni Antonio Pandolfi Mealli und Antonio Mealli, solche aus Messina wiederum Giovanni Antonio Pandolfi und Antonino Pandolfino. Innsbruck war florierendes Zentrum des Musiklebens, der regierende Landesfürst von Tirol, Erzherzog Ferdinand Karl ließ zwischen 1652 und 1654 hier ein Komödienhaus errichten, das erste eigenständige Opernhaus im deutschen Sprachraum und die erste deutsche Bühne, die fest angestelltes Personal für Oper, Drama und Singspiel beschäftigte. Als freigebiger Gönner der Musik waren er und seine Frau Widmungsempfänger von Werken von Stefano Bernardi, Francesco Cavalli, Maurizio Cazzati, Biagio Marini, Barbara Strozzi und Pietro Andrea Ziani.
Anhaltspunkte für Pandolfis Leben sind Innsbrucker Hofakte aus dem Jahr 1660 und aus demselben Jahr die Veröffentlichungen von Violinsonaten: op. 3, gewidmet Erzherzogin Anna de’ Medici, der Frau von Ferdinand Karl, und op. 4, gewidmet Erzherzog Sigismund Franz, dem jüngeren Bruder und Nachfolger von Ferdinand Karl. Vermutlich war er erst kurz zuvor in Innsbruck angekommen. Zu den erwünschten Zuwendungen durch die adligen Gönner dürfte es nicht mehr gekommen sein, da er vor 1665 Innsbruck wieder verließ, vielleicht im Zusammenhang mit den Sparmaßnahmen, die 1662 auf den Tod von Ferdinand Karl erfolgt waren. Ab 1669 ist er in Messina unter dem Namen Pandolfi als Erster Violinist in der Kapelle des Senats der Kathedrale nachweisbar. Im gleichen Jahr erschienen in Rom seine sogenannte Sonate messinesi, dem Fürsten Giovanni Antonio La Rocca von Alcontres gewidmet. 1675 musste er aus Messina fliehen, nachdem er vor oder in der Kathedrale nach längeren Streitereien den Kastraten Giovannino Marquett getötet hatte. Anlass könnten politische Meinungsverschiedenheiten gewesen sein. Nach einem Aufenthalt in Frankreich war er seit dem 1. April 1678 in Madrid als Violinist an der Cappella Reale della Corte angestellt, dort starb er wahrscheinlich 1687.

## Musik
Die ersten beiden Opera sind nicht bekannt, eventuell gingen sie verloren, als anlässlich der Überführung der Innsbrucker Notenbibliothek 1665 nach Wien das Schiff in der Donau kenterte. Opp. 3 und 4 wirken weniger als einzelne abgeschlossene Einheiten, wurden wahrscheinlich „aus höfisch-politischen Gründen“ separat veröffentlicht und werden deshalb in Gemeinsamkeit betrachtet. Jede der insgesamt zwölf Sonaten hat einen Widmungsträger, vorwiegend Innsbrucker Musiker wie den Hofkomponisten Antonio Cesti (La Cesta, 2. Sonate in op. 3). Die Bezeichnung „per chiesa e camera“ weist auf einen Stil mit breiter Verwendungsmöglichkeit hin.
Die Kompositionen haben freien und uneingeschränkten Charakter und können in ihrem improvisationsähnlichen Stil als vorzügliches Beispiel des stylus phantasticus gelten, mehr noch als die Sonaten von Giovanni Battista Fontana, Dario Castello, Johann Heinrich Schmelzer oder Heinrich Ignaz Franz Biber. Sie zeichnen sich durch mitunter extreme Stimmungsschwankungen aus. Für die Ausführung durch einen Violinisten ist ein freizügiger Umgang mit den Gestaltungsmöglichkeiten der Zeit anzunehmen: Dynamik, Tempo, Rubato, Bogenstrich, Verzierung, Klangfarbe und Doppelgriffe.
Mit Marco Uccellini vertrat Pandolfi Mealli um 1660 mit seinen opp. 3 und 4 den Standard für Kompositionen im fortgeschrittenen Violinstil. Die technischen Anforderungen der kapriziösen Schaustücke übertreffen alle zeitgenössischen Sonaten, die in Italien gedruckt wurden. Die für die 1670er Jahre überlieferten Fähigkeiten der deutschen Violinisten Heinrich Ignaz Franz Biber, Johann Jakob Walther und Johann Paul von Westhoff gehen deutlich weiter, was aber durch die Einschränkungen durch typographische Techniken, wie sie in Italien und Innsbruck verwendet wurden, erklärt werden kann. Insbesondere fehlen Doppelgriffe, die nur durch komplizierte Verfahren oder handschriftliche Ergänzungen in den Druck hätten integriert werden können.
Die Gliederung in abgeschlossene Sätze mit Tempobezeichnungen und trennende Fermaten setzt Pandolfis Sonaten von der älteren Gestaltungsweise mit ineinander übergreifenden Abschnitten nach Art der Canzona ab. Die Satzfolge erinnert an Vokalmusik der Zeit mit rhapsodischer Abfolge von Rezitativen, arie cavate und Arien etwa von Barbara Strozzi, die wenige Jahre zuvor ebenfalls Erzherzogin  Anna de’ Medici eine Veröffentlichung gewidmet hatte. Alle Sonaten beginnen mit einem Adagio, in dem aus ersten statischen Tönen, welche die Tonart festlegen, zunehmende Bewegung zu einem virtuosen Höhepunkt führt. Gemeinsam mit dem ebenfalls meist mit „Adagio“ überschriebenen Schlusssatz mit vorwiegend virtuosen Passagen und einem ausgedehnten Orgelpunkt auf der Dominante kurz vor dem Schluss bilden sie einen „tokkatenhaften Rahmen“. Schnelle Sätze basieren oft auf einem zu Beginn vorgestellten überschaubaren Motiv. Mehrere Sätze sind Variationenfolgen über eine gleichbleibende Bassmelodie, wobei diese zuerst allein vorgestellt und dann ruhig von der Solovioline umspielt wird, worauf eine Steigerung „in Tempo und Beweglichkeit“ einsetzt. Nach einer Pause des Solisten etwa zur Mitte wiederholt sich das Prinzip. An Vokalmusik erinnert der häufige Einsatz von langen Trillerketten, weitere Effekte sind chromatische Umspielungen und Glissandi. Der Bass hat rein begleitende Funktion, Nachahmungen zwischen Violine und Bass oder innerhalb der Violinstimme spielen ebenso wie Sequenzen keine große Rolle.
Eine weitere Sammlung von 1669 aus Rom ist einem „D. Gio. Antonio Pandolfi“ zugeschrieben, auffällig ist die explizite Besetzungsangabe der Orgel im Generalbass, die in Verbindung mit Tänzen unüblich war. Hier ist gegenüber den älteren Werken „eine deutliche Abnahme der kompositorischen Qualität spürbar“.

## Werke
- Op. 1 und op. 2: verschollen.
- Op. 3 und op. 4: Sonate à Violino solo, per Chiesa e Camera (jeweils 6 Sonaten), Innsbruck 1660, erhalten im Museo Civico in Bologna. Faksimile hrsg. von Enrico Gatti und Fabrizio Longo, Walhall, Magdeburg 2011.
- Ohne opus: Sog. „Sonate messinesi“ (Sonate cioe balletti, sarabande, correnti, passacagli, capriccetti, e una trombetta a uno e dui violini con la terza parte della viola a beneplacito) Rom 1669, Faksimile hrsg. von Fabrizio Longo.

## Rezeption
Willi Apel bezeichnete in seiner italienischen Violinmusik im 17. Jahrhundert (1983) gegenüber raschen Sätzen „ohne rechten Gehalt“ die langsamen Teile als „ansprechend und oft sehr schön“, auch „eindrucksvoll“. Der Geiger Andrew Manze hob 1998 anlässlich seiner CD-Veröffentlichung von Sonaten Pandolfi Meallis „neuartige und unverwechselbare Stimmungen“ hervor.

## Diskografie
- Complete Violin Sonatas (Andrew Manze und Richard Egarr); Label HMF 1998/99
- 12 Sonaten für Violine und Basso continuo opus 3 und opus 4" (Gunar Letzbor und Ars Antiqua Austria); Label: Tiroler Landesmuseum 2003; enthält Hörbeispiel: 5. Sonate aus op. 4 – Dauer 6'03 Minuten.
- Violinsonaten (Richard Egarr, Fred Jacobs, Andrew Manze); Label: Channel 2006 (enthält 7 Sonaten aus op. 3 & 4, dazu 3 Cembalosuiten eines anonymen Autors).
- Violinsonaten op. 3 Nr. 1–6 (Letzbor, Ars Antiqua Austria); Label: Arcana / Outhere 2013.
- Violinsonaten op. 4 Nr. 1–6 (Letzbor, Ars Antiqua Austria); Label: Arcana / Outhere 2013.
- 6 Sonaten op. 3 für Zink & Bc (Ensemble Le Concert Brisé) 2014; Label: CarpeDiem (enthält auch Werke von Froberger).
- The Violin Sonatas of 1660 (The Smithsonian Chamber Players – Fewer, Lutzke, Slowik); Label: FoM Recordings der Smithsonian Chamber Music wohl 2014; enthält Hörbeispiel: 1. Sonate aus op. 3 – Dauer 3'44 Minuten.
- Sonatas For Violin & Continuo (Daniel Sepec, Hille Perl, Lee Santana, Michael Behringer); Label: Coviello 2024.